# ルシアーノ・スラフフェール
ルシアーノ・スラフフェール（Luciano Slagveer 、1993年10月5日 - ）は、オランダ・ロッテルダム出身のプロサッカー選手。プスカシュ・アカデーミア所属。ポジションは、ミッドフィールダー（右ウイング）。スリナム系オランダ人。